# Scherma ai Giochi della I Olimpiade
La scherma fu uno degli eventi sportivi dei giochi della I Olimpiade, tenutasi ad Atene, nel 1896. Vennero disputate tre gare.

## L'evento

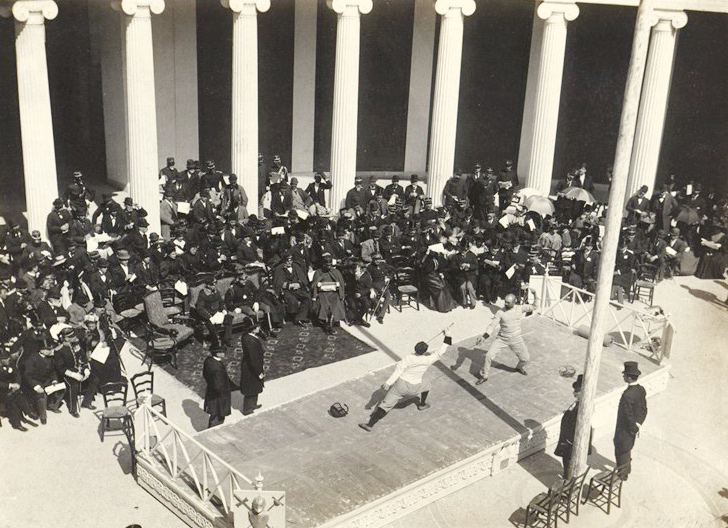
La finale del torneo di fioretto alle Olimpiadi di Atene 1896

Le gare di scherma si tennero nello Zappeion, costruito con i fondi messi a disposizione da Evangelis Zappas, il 7 e 9 aprile 1896. Diversamente dagli altri sport (nei quali potevano gareggiare solo atleti dilettanti), i professionisti poterono partecipare ad una gara a loro riservata in questa disciplina.
Le gare di fioretto, di cui una dedicata ai maestri, furono una partita a due tra francesi e greci con la differenza che i primi facevano parte di una vera e propria scuola che continuò poi ad avere successi; la gara per dilettanti fu dunque vinta da Eugène-Henri Gravelotte, che batté il suo connazionale Henri Callot in finale, mentre in quella per professionisti risultò vincitore il greco Leōnidas Pyrgos, che fu il primo campione olimpico greco dell'era moderna.
La gara di sciabola, invece, fu vinta dai greci alle prime due posizioni con l'apparizione di Adolf Schmal, vincitore di tre medaglie olimpiche nel ciclismo, di cui una d'oro nella 12 ore su pista, e Holger Nielsen, medagliato nel tiro a segno. Sfortunato il primo che, mentre era quasi alla vittoria per arrivare ad una medaglia, dovette ricominciare la gara, perché era entrato ad assistere re Giorgio I di Grecia.

## Nazioni partecipanti
Un totale di 15 atleti, provenienti da 4 nazioni, gareggiarono alle Olimpiadi di Atene nella scherma:
- Austria (1)
- Danimarca (1)
- Francia (4)
- Grecia (9)

## Risultati

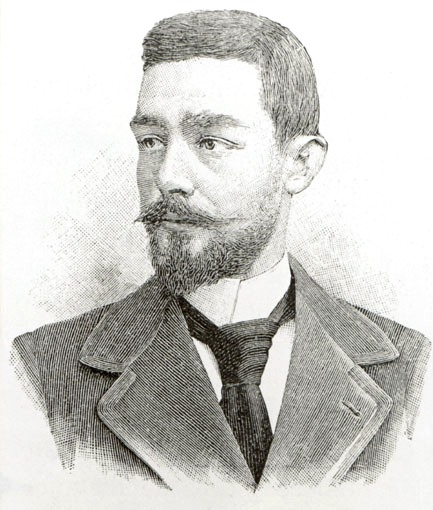
Leonidas Pyrgos, campione olimpico nel fioretto professionisti.

Queste medaglie sono state assegnate retroattivamente dal Comitato Olimpico Internazionale. All'epoca i vincitori ricevettero una medaglia d'argento, mentre non ci furono premi per le posizioni successive.
| Evento                          | Oro                     | Argento              | Bronzo                           |
| Fioretto                        |                         |                      |                                  |
| Fioretto maestri (dettagli)     | Leōnidas Pyrgos         | Joanni Perronet      | Non assegnato                    |
| Fioretto individuale (dettagli) | Eugène-Henri Gravelotte | Henri Callot         | Periklīs Pierrakos-Mauromichalīs |
| Sciabola                        |                         |                      |                                  |
| Sciabola individuale (dettagli) | Iōannīs Geōrgiadīs      | Tīlemachos Karakalos | Holger Nielsen                   |

## Medagliere
| Posizione | Paese     |   |   |   | Totale |
| --------- | --------- | - | - | - | ------ |
| 1         | Grecia    | 2 | 1 | 1 | 4      |
| 2         | Francia   | 1 | 2 | 0 | 3      |
| 3         | Danimarca | 0 | 0 | 1 | 1      |
| Totale    | Totale    | 3 | 3 | 2 | 8      |

## Sotto-comitato olimpico per la scherma
- Joan. Phokianos, presidente
- George Streit, segretario
- Joan. Yenissarlis
- Loukas Belos
- Nic. Politis
- Chas. Waldstein
- Dimitri Aighinitis
- Dim. Sekkeris
- Spiridon Comoundouros
- Const. Manos
- Sp. Antonopoulos